# Stokkens kommun
Stokkens kommun (norska: Stokken kommune) var en kommun i Aust-Agder fylke i södra Norge. Kommunen omfattade ett område i den östra delen av nuvarande Arendals kommun. Orten Eydehavn utgjorde kommunens centralort.

## Administrativ historik
Stokkens kommun upprättades den 1 juli 1919 genom utbrytning ur Austre Molands kommun. Kommunen hade 1 683 invånare vid upprättandet.
Den 1 januari 1962 gick Stokkens kommun, tillsammans med kommunerna Austre Moland och Flosta och en del av Tvedestrands kommun, upp i den då nybildade Molands kommun. Kommunens hade då 2 783 invånare.